# Armen Ohanian
(Armen Ohanian, La danzatrice di Shamakha, 1922)
Armen Ohanian (in armeno Արմեն Օհանյան?), pseudonimo di Sophia Pirboudaghian (in armeno Սոֆյա Էմանուելի Փիրբուդաղյան?) (Distretto di Şamaxı, 1887 – Città del Messico, 1976), è stata una danzatrice, attrice, scrittrice e traduttrice armena.

## Biografia
Armen Ohanian è nata nel Distretto di Şamaxı, allora parte dell'Impero russo (oggi in Azerbaigian), in una famiglia armena benestante. Un terremoto devastante nel 1902 fece spostare la sua famiglia a Baku, dove frequentò una scuola russa. Si laureò nel 1905, lo stesso anno in cui i pogrom anti-armeni, di cui è stata testimone, causarono la morte di suo padre, Emanuel. Si sposò in fretta con un medico iraniano armeno, Haik Ter-Ohanian, ma il matrimonio si concluse entro un anno. Iniziò la sua carriera di attrice come Sophia Ter-Ohanian, nel gruppo teatrale dell'Armata culturale armena di Baku nel 1906. Si trasferì a Mosca nel 1908, studiando arti plastiche alla Scuola Nelidova, mentre eseguiva le sue prime esibizioni come danzatrice al Teatro Maly.

## Carriera
Dopo un breve periodo all'Opera di Tbilisi nel 1909, dove apparve per la prima volta come Armen Ohanian, viaggiò nuovamente in Iran, dove si esibì come ballerina e attrice durante l'ultimo periodo della rivoluzione costituzionale iraniana. Fu tra i fondatori del Teatro Nazionale Persiano di Teheran. Nell'aprile del 1910 organizzò un gala musicale e letterario in collaborazione con la Persian Women Benevolent Association. Per la prima volta, le donne iraniane potettero suonare sul palco e guardare un film. Nel maggio del 1910 produsse e diresse L'ispettore generale (The Government Inspector) di Nikolaj Gogol in persiano, interpretando il ruolo di Maria Antonovna.
Mentre era in Iran, perfezionò le sue abilità nelle danze orientali. Dopo aver lasciato il paese e dopo aver visitato l'Egitto e l'Impero ottomano, fu assunta per esibirsi a Londra nel 1911. Da allora fino alla fine degli anni '20 divenne un nome molto richiesto, segno dell'interesse per le danze esotiche che spazzarono via il mondo occidentale sulla scena culturale del momento. Usando metodi di "danza libera" sviluppati dalla famosa ballerina americana Isadora Duncan, creò le sue coreografie basate sulla musica armena e iraniana. Molte delle sue danze, come Salome, Al tempio di Anahit, Tradimento, The Matchmaker, Haschich, Il grande Khan di Shamakha, Verso il Nirvana e altre, affascinarono il pubblico europeo. Recitò a Londra, Parigi, Bruxelles, Milano, Sofia, Madrid e in altre città europee, negli Stati Uniti e in Messico. Le sue esibizioni furono ampiamente trattate dalla stampa e incontrarono l'approvazione di scrittori come Maurice Maeterlinck, René Ghil, Claude Anet e altri.
Dopo essersi stabilita a Parigi nel 1912, Ohanian fece le sue prime incursioni nella letteratura, e le sue poesie e gli schizzi autobiografici finirono per trovare la loro strada nella stampa. Il suo primo libro, The Dancer of Shamakha, fu pubblicato nel 1918 in francese, con una prefazione di Anatole France. Il libro venne tradotto in inglese, spagnolo, tedesco, svedese e finlandese. Più tardi pubblicò altre memorie in francese, come In the Claws of Civilization nel 1921, The Ride of A Snake Charmer nel 1931; un resoconto del suo soggiorno nel 1927 nell'Unione Sovietica, In the Sixth Part of the World: Journey into Russia in 1928; e un romanzo, The Soloist of His Majesty nel 1929.
Nel crepuscolo della Belle Epoque, entrarono nella sua vita sentimentale il pittore Émile Bernard, i scrittori Maurice Barrès e Andre Germain, e una relazione di breve durata con la scrittrice americana Natalie Barney. Sposò in seconde nozze l'economista messicano e diplomatico Makedonio Garza in 1922, e dopo aver vissuto ad Amburgo, Città del Messico, New York, Parigi, Mosca, Londra e Madrid, la coppia si stabilì in Messico nel 1934.
Il declino della carriera di ballerina non impedì a Ohanian di perseguire altri interessi culturali e politici. Nel cuore del Messico, durante un breve viaggio nel 1922-1923, fondò una scuola di danza a Città del Messico in 1936. Impegnata nel comunismo dalla metà degli anni '20, Ohanian fu un membro attivo del Partito Comunista Messicano. In collaborazione con suo marito, tradusse dal russo, ed in seguito diventò anche una prolifica autrice di libri sulla letteratura russa, sovietica e messicana. Nel 1946 pubblicò Happy Armenia, un libro sull'Armenia sovietica in spagnolo, che segnò un rinnovato interesse per la sua ascendenza armena. Tra le sue produzioni letterarie, tuttavia, il suo lavoro preferito era un poema, My Dream as a Exile, scritto in armeno e pubblicato nel 1952 su un giornale di Parigi.
Ohanian fece ritorno sulla scena della danza messicana nel 1940-1941 e nel 1946, e apparve sul palco a Parigi nel 1949 e nel 1953, quando aveva superato i sessant'anni. Durante una seconda visita nell'Unione Sovietica nel 1958 con il marito, viaggiarono brevemente a Erevan, dove donò parte dei suoi file privati al Museo della letteratura e delle arti. Dopo essere tornata in Messico, continuò a scrivere, tradurre e pubblicare, fino al 1969, quando uscì il suo ultimo volume di memorie in spagnolo.